# 福武電気鉄道デキ1形電気機関車
福武電気鉄道デキ1形電気機関車（ふくぶでんきてつどうデキ1がたでんききかんしゃ）は、福井鉄道の前身事業者で現在の福井鉄道福武線に相当する路線を敷設・運営した福武電気鉄道が、1935年（昭和10年）に導入した電気機関車である。
デキ1形は芝浦製作所（後に鉄道車両製造部門を東芝車輌として分割）製の凸形車体を備える25 t機で、福井鉄道発足後の1950年（昭和25年）には東芝車輌（現・東芝府中工場）製の同じく25 t機であるデキ2形が増備された。
両形式とも主に福井鉄道線内における貨物列車牽引に用いられ、デキ1形は1986年（昭和61年）まで、デキ2形は2001年（平成13年）までそれぞれ在籍した。
以下、本項ではデキ1形1・デキ2形2の両形式2両について詳述する。後年導入されたデキ1形3については名鉄デキ110形電気機関車を参照。

## 導入経緯
開業当初の福武電気鉄道における貨物輸送は、電動貨車デワ1形を用いて行われた。昭和初期以降に貨物輸送量が年々増加したことにより、その需要に対応するため福武電気鉄道は電気機関車の導入を計画、芝浦製作所へ25 t級の電気機関車を1両発注した。主要機器は廃車となったデハ4形4より流用し、1935年（昭和10年）8月に竣功したこの凸形車体を備える電気機関車はデキ1形1の形式・記号番号が付与され、同年10月より運用を開始した。その後、福武電気鉄道は同じく廃車となったデハ4形5の主要機器を再利用して電気機関車の増備を計画したが、こちらは実現せずに終わった。
太平洋戦争の激化に伴う戦時体制への移行により、陸上交通事業調整法を背景とした地域交通統合の時流に沿う形で、福武電気鉄道は南越鉄道・鯖浦電気鉄道の2社を相次いで吸収合併し、福井鉄道と社名を変更した。終戦後、復興期における貨物輸送量増加に対応するため、福井鉄道はデキ1に代わる強力な電気機関車の導入を計画した。
しかし、導入計画が立てられた1949年（昭和24年）当時は、私鉄事業者の鉄道車両新製発注は運輸省の監督下による割り当て制が敷かれており、各事業者の自由な発注は事実上不可能な状況であった。そのため、福井鉄道は運輸省鉄道監督局と交渉を行い、同局の斡旋により三井鉱山（三井鉱山三池鉄道）が保有した電気機関車発注枠を1両分譲り受けた。その結果、三井鉱山が1949年（昭和24年）10月に東芝車輌へ発注した25 t級電気機関車を翌1950年（昭和25年）8月の竣功と同時に譲受し、デキ2形2として導入するに至った。従って、書類上デキ2の前所有者は三井鉱山とされ、同社からの譲渡扱いで入籍したが、現車は製造元の東芝車輌より福井鉄道へ直接納入されている。
デキ2はデキ1と同様に凸形車体を備える25 t級の電気機関車であるが、各部の寸法がデキ1と比較して大型化されたほか、主電動機出力が強化され、定格速度も向上した点などが異なる。デキ2は福武線へ導入され、捻出されたデキ1は鯖浦線へ転属して従来混合列車形態によって運用された貨物列車牽引に充当され、鯖浦線の客貨輸送分離が実施された。

## 車体
台枠上の中央部へ運転室を、運転室前後に主要機器を格納した機械室（ボンネット）をそれぞれ配置した凸形の車体を備える。デキ1・デキ2とも全幅は2,645 mmで共通するが、全長はデキ1が8,790 mmであるのに対してデキ2は9,600 mmと810 mm延長され、台車中心間距離もデキ1の3,600 mmに対してデキ2は300 mm延長した3,900 mmと異なる。また、デキ1では台枠端梁部など各部に存在したリベットが、デキ2では溶接工法の採用により省略されている。
運転室および機械室は工作の簡易化を目的として直線基調で構成され、機械室前部には前傾角を設けた。運転室側面には乗務員扉と側窓を1か所ずつ備え、前後妻面には屋根部を延長する形で短い庇が設置され、2枚の前面窓を妻面左右に配置する。この前面窓はデキ1が左右寸法の小さい縦長形状であったのに対して、デキ2では左右寸法を拡大して正方形に近い形状に設計変更されている。
これらの外観上の特徴は、東芝車輌が芝浦製作所当時に設計・製造を開始した産業用電気機関車を原形とするものと指摘され、芝浦製産業用機関車を源流とするいわゆる「東芝戦時標準型電気機関車」に区分される規格型電気機関車と共通する特徴を備える。また、デキ1・デキ2の外観および諸寸法は、デキ2と同時期に同じく東芝車輌で新製された西武鉄道向け35 t機の51形電気機関車（初代）とも近似する。
前照灯は白熱灯式の取付型で、前後妻面幕板上部に1灯ずつ、後部標識灯は前後の台枠端梁上部に左右1灯ずつそれぞれ設置されている。

## 主要機器
前述の通り、デキ1が電車の廃車発生品を流用しているのに対して、デキ2は台車など一部の機器を除いて東芝製の新造品を搭載する。また、定格出力・牽引力（引張力）など性能諸元も両形式で異なる。

### 制御装置
制御装置はデキ1・デキ2ともゼネラル・エレクトリック (GE) の原設計によるMK電磁単位スイッチ式間接非自動制御器を採用、直並列組み合わせ抵抗制御による力行制御を行う。

### 主電動機
デキ1は東芝SHM-15直流直巻電動機を採用、1両あたり4基、全軸へ歯車比4.31 (69:16) にて装架する。一時間定格出力は43.5 kWで、1両あたりの総出力は174 kWと低いものの、歯車比を低速寄り（ローギヤード）に設定することにより定格引張力3,900 kgfを確保している。ただしその代償で全界磁時定格速度は16.2 km/hに留まり、入換用電気機関車並みの低速特性を有する。
一方、デキ2は東芝SE-170直流直巻電動機を採用、1両あたり4基、全軸へ歯車比4.56 (73:16) にて装架する。一時間定格出力は74.6 kWで、1両あたりの総出力は298.4 kWと強化されている。定格引張力は3,940 kgfでデキ1と大差はないが、全界磁時定格速度は28.5 km/hとなり、走行性能が改善されている。

### 台車・制動装置など
台車は鉄道省制式の釣り合い梁式台車を装着、デキ1の台車形式はTR10改（明治45年式電車用台車改）を、デキ2の台車形式はTR11改をそれぞれ公称する。TR10・TR11とも本来電車用の台車であり、車輪も860 mm径の電車用小径車輪を装着する。そのため、デキ1・デキ2への装着に際しては心皿部へスペーサーを挿入して車高を確保しており、外観上台枠下端から台車枠上端までの間隔が広く開いている点が特徴である。また、台車側枠部には空転防止に用いる砂を格納する砂箱が設置されている。
制動装置はゼネラル・エレクトリック製のJ三動弁を用いたAVR自動空気ブレーキを採用、その他手用制動を併設する。なお、制動装置の動作に用いる元空気溜は台枠下部の前後両端に軌条方向へ設置される形態が原形であるが、デキ1は後年元空気溜を運転室妻面寄りの機械室上部へ移設した。
連結器は並形自動連結器を採用、前後の端梁部へ装着し、集電装置は菱形パンタグラフを乗務員室の屋根部へ1基搭載する。

## 運用
前述の通り、デキ1は当初福武線にて運用されたが、デキ2の導入に伴って1950年（昭和25年）に鯖浦線へ転属した。鯖浦線の貨物輸送は1962年（昭和37年）8月に廃止となり、デキ1は福武線へ再転属してデキ2とともに貨物列車運用に充当された。
その後、1955年（昭和30年）にデキ2へ自動軌条塗油装置が設置されたが、1969年（昭和44年）に撤去された。
1975年（昭和50年）にデキ1は南越線へ転属した。これは南越線にて電気機関車代用として貨物列車牽引に用いられたモハ110形111が同年に事故廃車となったための措置で、以降デキ1は南越線五分市駅に隣接する東洋化成工業（現・東洋紡）武生工場および福井化学工業（現・レンゴー）武生工場を発着する貨物列車牽引運用に充当された。なお、デキ1の南越線転属に伴って福武線貨物列車用の電気機関車が不足したため、同年3月に遠州鉄道より東洋電機製造製の25 t級電気機関車1両（ED21形ED213）を借り入れた。ED213は同年8月に正式に福井鉄道へ譲渡され、デキ3の記号番号を付与して既存形式のデキ1形へ編入した。
南越線は利用客減少により1981年（昭和56年）4月1日付で全線廃止となり、デキ1は福武線へ三たび転属した。しかし、転属後は西武生駅（現・北府駅）に隣接する車両工場構内にて休車状態におかれたまま全く稼動することなく、1986年（昭和61年）7月15日付けで除籍された。
一方、デキ2は前述したデキ3とともに福武線にて運用され、1984年（昭和59年）2月の貨物輸送廃止後は、牽引力の大きさを買われて救援列車用途および西武生工場構内の入換作業用途に供された。その後、1998年（平成10年）にデキ2は主要機器に不調が生じ、入換機はデキ3に変更された。デキ2は休車状態で留置されたのち、2001年（平成13年）3月31日付で除籍された。デキ2の除籍により、福井鉄道が保有した東芝系凸形電気機関車2両は全廃となった。